# Polizeiruf 110: Die Gazelle
Die Gazelle ist ein deutscher Kriminalfilm von Bodo Fürneisen aus dem Jahr 1996. Der Fernsehfilm erschien als 184. Folge der Filmreihe Polizeiruf 110. Der Film ist eine Gemeinschaftsproduktion von NDR und ORB. Daher treffen die NDR-Kommissare Groth und Hinrichs auf ihre Kollegin Voigt vom ORB.

## Handlung
Die Kommissare Tanja Voigt, Kurt Groth und Jens Hinrichs reisen nach Warnemünde um im Hotel Neptun an einem Polizeiseminar teilzunehmen. Aufgrund eines Buchungsfehlers müssen sich Groth und Hinrichs ein Zimmer teilen. Während Hinrichs das Seminar aufmerksam verfolgt, vertreiben sich Tanja Voigt und Groth die Zeit lieber beim Schiffe versenken.
Dinje, eine schöne Alleinreisende, hat sich ebenfalls im Hotel Neptun eingemietet. Sie verführt Männer, um an deren Kreditkarte heranzukommen und anschließend die jeweiligen Konten zu plündern. Dabei gerät sie auch an Louis Krüger, in den sie sich verliebt. Während beide im Hotelpool einen romantischen Abend verbringen, bricht Dinjes Komplize Becker in das Zimmer von Louis ein, wird dort aber von Koos Krüger ertappt und getötet. Dinje, die Groth bereits nach seiner Ankunft aufgefallen war und die er als „Gazelle“ bezeichnet, erfährt am nächsten Morgen vom Portier, dass ein Auto auf den Klippen gefunden worden ist. Als sie den Wagen durchsucht entdeckt sie Beckers Kleidung und einen Diamanten.
Beim Kollegen-Volleyball verstaucht sich Hinrichs zuerst den Fuß und findet anschließend eine Leiche, die gerade an den Hotelstrand gespült wird. Der Tote, den Dinje als ihren Komplizen Becker erkennt, war ein passionierter Drachensegler. Die Rostocker Kripo geht daher davon aus, dass der Mann betrunken war und einen Sportunfall hatte. Sie stellt daraufhin die Ermittlungen ein. Tanja Voigt und Groth bezweifeln das, da Becker am Abend zuvor keinen Tropfen Alkohol trinken wollte. Beide beginnen inoffiziell an dem Fall zu arbeiten, da die Rostocker Kollegen auf ihren Einwand nicht eingehen.
Bei einem Gespräch mit Louis und Koos Krüger entdeckt Dinje, dass Koos geschäftlich in Afrika tätig ist und vermutet, dass er etwas mit den Diamanten zu tun hat. Als sie Louis’ Zimmer durchsucht, bestätigt sich ihr Verdacht, da sie dort Zeugin eines Diamantengeschäfts wird. Daraufhin beschließt sie Koos Krüger zu erpressen. Sie erklärt ihm, dass sie wisse, dass er für Beckers Tod verantwortlich ist und fordert von ihm die Diamanten. Da sie von Hinrichs, bei dem sie sich seit Beckers Tod über den Gang der Ermittlungen informiert, erfahren hat, dass sich im Seminarraum eine Videoausrüstung der Polizei befindet, zeichnet sie das Gespräch heimlich auf. Koss fordert anschließend seinen Sohn auf Dinje zu töten; auch dieses Gespräch wird auf Video aufgenommen.
Als Hinrichs gegenüber Tanja Voigt erwähnt, dass er seit zwei Tagen von einer jungen Frau ausgefragt wird, schöpft diese Verdacht und Dinje gerät ins Visier des Ermittler-Trios. Bei dem Versuch sie zu verhören, kann sie allerdings entkommen, da sich Hinrichs bei der Verfolgung wieder den Knöchel verstaucht. Das Trio kann aber ihren Computer, mit dessen Hilfe die Kreditkarten kopiert wurden, und zahlreiche gefälschte Pässe sicherstellen. Hinrichs ermittelt schnell den richtigen Namen der „Gazelle“ und entdeckt dabei auch eine Verbindung zu dem ermordeten Becker.
Bei der Übergabe der Diamanten im Hafen, tötet Koos Krüger seinen Sohn Louis, der es nicht übers Herz brachte Dinje zu ermorden. Während Koos von der Polizei festgenommen wird, verschwindet Dinje und kann unerkannt auf einem Schiff Warnemünde verlassen. Da sie auch das Gespräch, in dem Koos den Mord an Becker gesteht und seinem Sohn beauftragt Dinje zu töten, auf Video aufgezeichnet und dafür gesorgt hat, dass der Portier das Band der Polizei zuspielt, wird Koos wegen Mordes verhaftet.

## Produktion
Die Gazelle wurde vom NDR und ORB gemeinsam produziert. Tanja Voigt und das Team Groth-Hinrichs ermitteln in ihrem jeweils siebenten Fall.
Der Film erreichte bei der Erstausstrahlung eine Einschaltquote von 18,4 Prozent.
Bei neueren Ausstrahlungen wurde der ursprüngliche Vorspann mit der Musik von Peter Gotthardt durch eine neuere Variante mit der Musik von Freddy Gigele ersetzt. Dieser Vorspann war ursprünglich erst ab Folge 204 (Discokiller) zu sehen.
Die Gazelle ist der erste Polizeiruf von NDR und ORB, der im 16:9-Format produziert worden ist.

## Kritik
Der Berliner Kurier sieht den Reiz des Filmes „weniger in der recht durchsichtigen Kriminalgeschichte, sondern vielmehr in der liebevoll überhöhten, witzig gezeichneten Hotelatmosphäre.“.
TV Spielfilm lobt die „Kauzige Mörderhatz mit mildem Urlaubsflair“.
Kurt Böwe und Uwe Steimle waren allerdings von dem Drehbuch wenig begeistert: Böwe „fand nicht das wieder, was die NDR-Polizeirufe auszeichnete“, nämlich dass die Kommissare dort sonst immer „Teil der norddeutschen Landschaft und ihrer Bewohner sind“. Steimle vermutete, dass die Autoren wohl noch nie einen ihrer Fälle gesehen hätten. Katrin Saß genoss es hingegen, einmal mit Kurt Böwe spielen zu können.